# سليمان صويلو
سلَيمان حسن صويلو (بالتركية: Süleyman Hasan Soylu)‏ (ولد في 21 نوفمبر 1969 في مدينة إسطنبول في تركيا) وهو سياسي تركي ينتمي لحزب العدالة والتنمية التركي وفي الوقت نفسه نائب رئيس الحزب، أصبح وزيرًا للداخلية من 31 أغسطس 2016 حتى الآن، قدم استقالته من منصبه في 12 أبريل 2020، إلا أن الرئيس التركي رجب طيب أردوغان لم يقبلها. وكما أنَّه كان قبل ذلك وزيرًا للعمل والضمان الاجتماعي في تركيا من شهر نوفمبر عام 2015 حتّى انتخابه وزيرًا للداخلية عام 2016 وكذلك رئيسًا للحزب الديمقراطي منذ شهر يناير عام 2008 وحتّى شهر مايو 2009 
متخرج في كلية إدارة الأعمال بِجامعة إسطنبول

## سيرته
له شركة عائلية تقوم بأنشطة مختلفة منذ عام 1994 في قطاع التأمين وهو متزوج وله ولدان.

## حياته السياسية
بدأ الوزير انخراطه في العمل السياسي عام 1987 في أمانات الشباب، كما أنَّهُ ترأس بعض الهيئات، وفي عام 1995 ترأس بلدية غازي عثمان باشا بإسطنبول، وفي عام 1999 ترأس كذلك محافظة إسطنبول. 
ومن 6 يناير/كانون الثاني 2008 حتى 16 مايو/أيار 2009، تولى منصب الرئيس العام للحزب الديمقراطي.
وبعد أن انقطع عن العمل السياسي لفترة من الزمن، عاد من جديد، ونظم سلسلة من اللقاءات في مختلف أرجاء تركيا من أجل أن يوضح للناس أهمية التصويت بنعم للاستفتاء الذي شهدته تركيا في 12 سبتمبر /أيلول 2010.
وبعد اختياره لعضوية المجلس الأعلى للإدارة واستصدار القرارات في المؤتمر الاعتيادي الرابع لحزب العدالة والتنمية، تولى منصب نائب رئيس الحزب المسؤول عن نشاطات الأبحاث والتطوير
وفيما بعد أصبح نائب الرئيس المسؤول عن أجهزة الحزب، وذلك حتى عام 2014.
وفي الدورتين البرلمانيتين 25 و26 انتخب نائبًا للعدالة والتنمية بالبرلمان عن ولاية طرابزون، وفي الدورة البرلمانية الـ 27 انتخب نائبًا لذات الحزب عن ولاية إسطنبول.
وفي الحكومة 64 تولى صويلو حقيبة وزارة العمل والضمان الاجتماعي. واعتبارا من 1 سبتمبر/أيلول 2016 تولى حقيبة الداخلية بالحكومة رقم 65.

## مواقفه تجاه المهاجرين السوريين
عرف الوزير التركي سليمان صويلو بأنّه مناصر للسوريين ومحب لهم وقد صرّح ذلك في تصريحاته وكذلك الرئيس التركي رجب طيب أردوغان وكان قد دعا لتجنيس الأطفال السوريين بالجنسية التركية المولودين داخل تركيا المقدّر عددهم مليون طفل سوري وتجنيس أكثر من 300 ألف شخص سوري بالجنسية التركية 
وقال أيضًا: إنَّ السوريين الحاصلين على الجنسية التركية وصل عددهم إلى 76 ألفً شخص من مهندسين وأطبّاء ورجال أعمال ومدرّسين وطلّاب جامعة مع عائلاتهم